# Petya
Pour les articles homonymes, voir Petya (homonymie).
 (août 2019).
Si vous disposez d'ouvrages ou d'articles de référence ou si vous connaissez des sites web de qualité traitant du thème abordé ici, merci de compléter l'article en donnant les références utiles à sa vérifiabilité et en les liant à la section « Notes et références ».
Petya est un logiciel malveillant de type rançongiciel (ransomware). Il apparaît pour la première fois en mars 2016 et chiffre la table de fichiers principale, un des composants du système de fichiers de Microsoft, et remplace la zone d'amorçage (Master boot record) du disque dur de la victime par un programme qui réclame de l'argent en échange de la clé de déchiffrement. Il aurait été conçu par d'anciens Black-hat dont fait partie Elena Pestrovi, suspectés et interpellés en 2016 puis relâchés faute de preuve[source insuffisante]. Survient par la suite Petrwap, une mise à jour de Petya, apparue début 2017.
Lors de l’apparition de NotPetya en juin 2017, on croit découvrir une nouvelle variante, mais Kaspersky Lab dément rapidement tout lien entre ce nouveau virus utilisant l’exploit EternalBlue et les différentes versions de Petya. Il s’y réfère alors sous le nom de NotPetya afin de le distinguer. En 2017 ce sont plus de 200 000 comptes bancaires qui sont dérobés grâce au logiciel malveillant, et un butin récupéré sous forme de Bitcoins encore inconnu. Aujourd'hui, une centaine de copies évoluées du logiciel se vendent sur le darknet, ce qui empêche fortement les autorités d'y mettre fin[réf. nécessaire].

## Apparition
Ce virus est apparu pour la première fois en Ukraine avant de se propager à l'ensemble de l'Europe puis aux États-Unis.